# Kecskeméti Lelkészi Tár
A Kecskeméti Lelkészi Tár, alcímén  A gyakorlati lelkészethez tartozó munkák gyűjteménye egy magyar nyelvű református teológiai könyvsorozat, amely az 1870-es években jelent meg.

## Az I. kiadás részei
A Kecskeméti Lelkészi Tár egyike volt a 19. században népszerű magyar vallási könyvsorozatoknak. Az 1870–1871-ben megjelent 3 kötetet a hasonló műveket már szerkesztett Fördős Lajos (1817–1884) kecskeméti református lelkész rendezte sajtó alá. Az egyes köteteket („füzeteket”) Dobos János, Tatai András és Filó Lajos református lelkészek arcképével jelentek meg.
Az I. kötet a Google Könyvek honlapon digitalizálva, ingyenesen olvasható.

## A II. kiadás részei
1876 és 1878 között ismét megjelent Protestáns Egyházi Beszédek Gyűjteménye címen a 3 kötet, majd kiegészült még hárommal:
- I–III. Kecskeméti Lelkészi Tár, Budapest, 1876
- IV. Heiszler József Egyházi munkálatai III. (Heiszler József Egyházi munkálatai 1862 és 1877 között jelentek meg 4 kötetben)[2]
- V. Kulifay Zsigmond egyházi beszédei. 8° (IV, 208 l.) Budapest, 1877 (címkiadás, ezelőtt e címen: Papi Dolgozatok Különféle Esetekre XV. kötete, Kulifay Zsigmond egyházi beszédei 3. kötet)
- VI. Édes Albert egyházi beszédei. Jutányos kiadás. 8° (IV, 106 l.) Budapest, 1878